# Socialismo con caratteristiche cinesi

Simbolo del Partito Comunista Cinese

Il socialismo con caratteristiche cinesi (中国特色社会主义S, Zhōngguó tèsè shèhuìzhǔyìP) è un insieme di teorie e politiche del Partito Comunista Cinese (PCC) che rappresentano l'applicazione del marxismo-leninismo in base alle condizioni della Cina. È il termine con cui Deng Xiaoping definì l'insieme di riforme economiche che dal 1978 portarono la Repubblica Popolare Cinese a privatizzare una consistente parte delle industrie di proprietà dello Stato, all'adozione di elementi dell'economia di mercato come mezzo per favorire la crescita e all'utilizzo di investimenti stranieri. La sua denominazione proviene da un discorso pronunciato da Deng durante il XII congresso nazionale del PCC, nel 1982, in cui esortò il PCC a "seguire il proprio percorso e costruire un socialismo con caratteristiche cinesi". Questo tipo di socialismo si basa su un'economia di mercato mista fra settori privati e statali, con la predominanza di questi ultimi, che tuttavia non sono sempre considerabili pubblici (ad esempio la sanità statale non è pubblica e va pagata).
Gli elementi fondamentali del socialismo con caratteristiche cinesi sono la teoria di Deng Xiaoping, la teoria delle tre rappresentanze di Jiang Zemin, la prospettiva scientifica dello sviluppo di Hu Jintao e il pensiero di Xi Jinping, facenti tutte parte dell'ideologia ufficiale del Partito Comunista Cinese.
La teoria stabilisce che la Cina sia nella fase primaria del socialismo a causa del suo livello relativamente basso di ricchezza materiale e necessiti di impegnarsi nella crescita economica prima di perseguire una forma più egualitaria di socialismo come descritto da Marx, che a sua volta avrebbe portato a una società comunista descritta nel marxismo ortodosso. Caratteristica essenziale del socialismo con caratteristiche cinesi è la leadership del PCC.
Secondo Deng Xiaoping la coesistenza di industrie statali e private era il modello di sviluppo economico che la Cina avrebbe dovuto seguire per aprirsi con successo al mercato estero e anche per sanare la disastrosa situazione delle aziende statali, mantenendone il controllo da parte del partito. Deng sosteneva che creando concorrenza alle aziende pubbliche le si sarebbe rese più solide e che tutto ciò era fattibile senza compromettere il potere del PCC.
I dirigenti cinesi sostengono che questo socialismo sia l'adattamento del socialismo e del marxismo alla realtà sociale ed economica cinese, e in quanto tale, nel suo aspetto teorico sia un processo dinamico in continua evoluzione, il risultato di trent'anni di riforme e implementazioni.
D'altra parte, diversi pensatori marxisti come Slavoj Zizek hanno criticato aspramente la Cina, accusandola di pseudosocialismo. Critiche in generale alla concezioni autoritarie di socialismo precedenti al socialismo cinese sono state mosse da Rosa Luxemburg e Leon Trotsky.
Nel 2017, al XIX Congresso nazionale del Partito Comunista Cinese, Xi Jinping ha annunciato l'ingresso del socialismo con caratteristiche cinesi in una "nuova era".

## Storia
Durante la conferenza di Zunyi del gennaio 1935, il segretario generale del PCC Bo Gu e l'emissario del Comintern Otto Braun si scontrarono con la fazione vicina a Mao Zedong contraria all'imposizione del modello della rivoluzione d'ottobre in Cina. Dopo le sconfitte militari e la ritirata del Soviet dello Jiangxi-Fujian, la leadership del Partito venne sostituita per voto popolare dalla fazione maoista. Mao iniziò quindi ad attuare un approccio rivoluzionario basato sulle specifiche condizioni della Cina, spingendo il PCC a "sinizzare" il marxismo, imbeverlo con le caratteristiche cinesi e a usarlo secondo le peculiarità cinesi.
All'inizio degli anni cinquanta, gli economisti Yu Guangyuan, Xue Muqiao e Sun Yefang sollevarono la questione della trasformazione socialista della Cina con un'economia a bassa forza produttiva, affermando che il Paese si trovava in un periodo di transizione. Tale posizione fu brevemente appoggiata anche dal presidente del Comitato centrale del PCC Mao Zedong fino al 1957. Quando si discuteva della necessità delle relazioni di merce alla prima conferenza di Zhengzhou (2-10 novembre 1958), Mao disse che la Cina era nella "fase iniziale del socialismo". Tuttavia, Mao non elaborò mai l'idea, lasciando il compito ai suoi successori.

### Deng Xiaoping

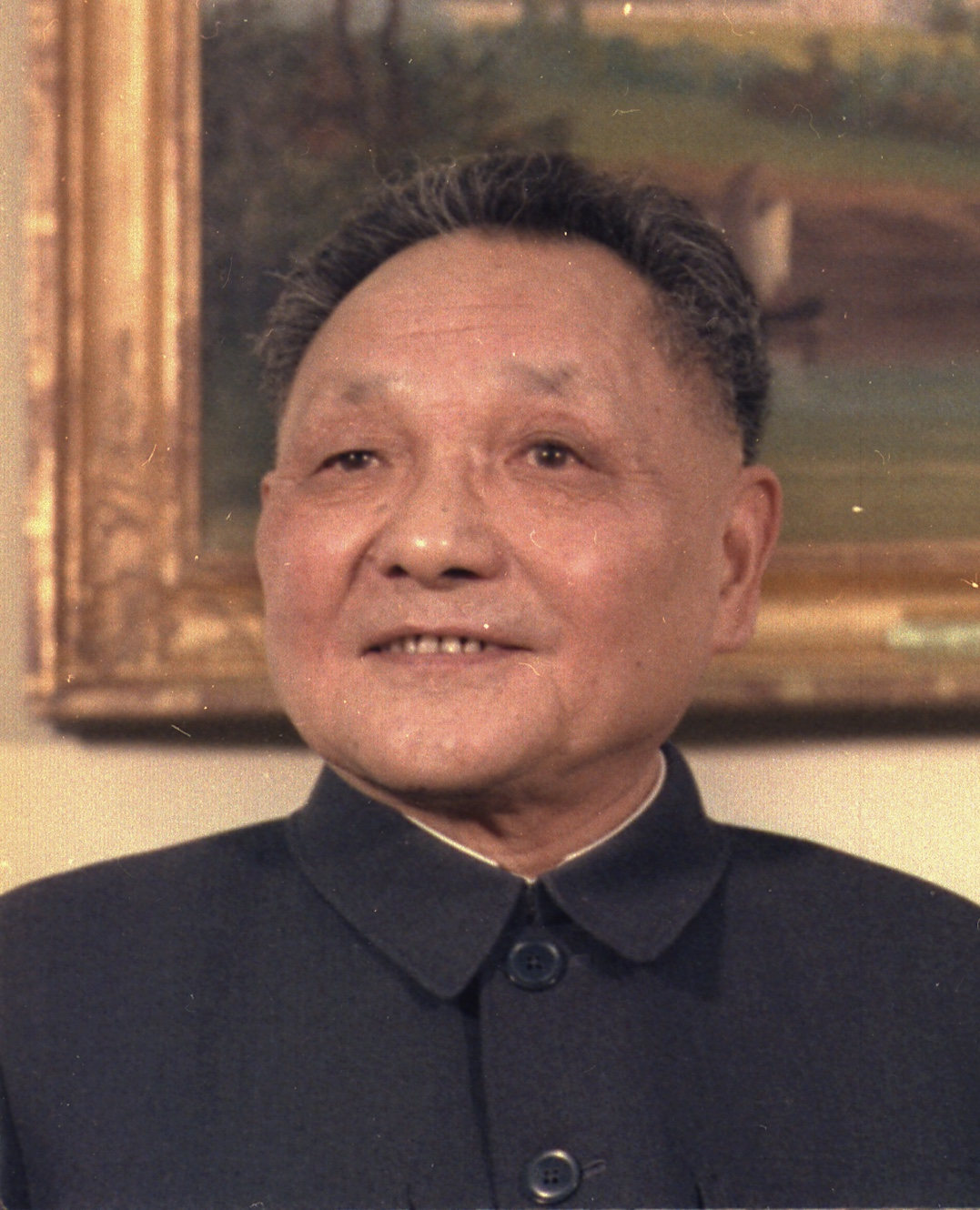
Deng Xiaoping nel 1979

Nel 1976, con la morte di Mao Zedong e la fine della rivoluzione culturale, Deng Xiaoping tornò sulla scena politica cinese. Per portare avanti la loro politica di riforme ed eliminare gli avversari politici, Deng e i suoi alleati iniziarono a delineare un piano per ideare un nuovo tipo di Socialismo cinese che sostenesse i loro progetti. Per fare questo bisognava però screditare ciò che era stato fatto durante gli anni della rivoluzione culturale, e quindi criticare Mao Zedong. Questo non era affatto un compito facile: Mao godeva di enorme prestigio, era uno dei fondatori della Repubblica Popolare e la figura più importante nella storia del PCC, e una critica troppo feroce nei suoi confronti avrebbe portato dubbi non solo sulla legittimità del governo del partito, ma anche sulla validità morale della Rivoluzione stessa. Per risolvere questo problema Deng dichiarò la necessità di una "valutazione oggettiva" della figura del "grande timoniere", che tenesse conto sia dei suoi meriti che dei suoi errori. Nelle parole dello stesso Deng:
(Deng Xiaoping)
La valutazione formale dell'esperienza maoista da parte del PCC arrivò nel 1981 nella Risoluzione su alcune questioni che riguardano la storia del nostro partito dalla fondazione della Repubblica Popolare Cinese. La risoluzione da una parte dava un parere molto positivo della figura di Mao come rivoluzionario e modernizzatore, e riconfermava la centralità del suo pensiero come una delle colonne portanti del Partito; dall'altra, criticava aspramente gli eccessi di Mao dopo il 1957, in particolare il grande balzo in avanti e la rivoluzione culturale, che vennero definiti "radicali" e "utopici". Deng era così riuscito nel doppio compito di ripudiare l'eredità della rivoluzione culturale (cosa che gli permise di giustificare la sua purga degli esponenti della 'ultrasinistra'), senza screditare completamente la figura di Mao. Poteva quindi dedicarsi a costruire la fondazione ideologica del suo percorso di riforma.
Nel 1978, infatti, il terzo plenum dell'XI congresso del PCC aveva dato ufficialmente il via alla politica detta "Riforma e apertura". Deng Xiaoping cominciò, dal 1982 in poi, ad utilizzare sempre più frequentemente il termine "socialismo con caratteristiche cinesi" per descrivere un nuovo socialismo che si adattasse alla realtà cinese, e che potesse giustificare ideologicamente la svolta capitalista delle riforme economiche. Nel discorso d'apertura per il XII Congresso nazionale del Partito Comunista Cinese del 1982, Deng Xiaoping citò per la prima volta in maniera ufficiale il concetto di socialismo con caratteristiche cinesi:
(Deng 1994, Opening Speech at the Twelfth National Congress of The Communist Party of China - September 1, 1982, p. 14)
Il segretario generale Hu Yaobang dichiarò inoltre nel suo rapporto al XII Congresso nazionale del 1982 che la Cina era nella fase primaria del socialismo. Fu solo con la "Risoluzione sui principi guida nella costruzione della civiltà spirituale socialista" al VI Plenum del XII Comitato Centrale che il termine fu usato in difesa delle riforme economiche che si stavano introducendo.
Nel 1984 Deng affermò che il socialismo era la prima fase del comunismo e che il suo obiettivo primario era sviluppare le forze produttive.
(Deng 1994, Building a Socialism With a Specifically Chinese Character - June 30, 1984, p. 73)
Aggiunse inoltre che l'unico modo per mantenere un'equa distribuzione della ricchezza e portare benefici a tutto il paese era di sviluppare le forze produttive continuando ad aderire ai principi del socialismo, senza cioè abbracciare completamente il capitalismo.
Lo storico Ezra Vogel definisce il socialismo con caratteristiche cinesi come un'espressione meravigliosa ma estremamente vaga che si adattava perfettamente al metodo di Deng, ovvero 'allungare' la struttura ideologica accettabile per permettere al paese di perseguire politiche economiche efficaci.
Deng Xiaoping riassumeva l'idea del socialismo con caratteristiche cinesi nel famoso detto "Non importa se il gatto sia nero o bianco, se acchiappa i topi", a significare che quel che contava erano i risultati, anche se i mezzi utilizzati per conseguirli fossero stati "devianti" rispetto all'ortodossia comunista. Tale ideologia contrastava quella di Mao Zedong che invece prevedeva una Cina strettamente arroccata su forme economiche tradizionali (Mao usava dire "Essere rosso è più importante che essere esperto").
Al XIII Congresso nazionale del 1987, il segretario generale Zhao Ziyang, per conto del XII Comitato centrale, presentò il rapporto Avanzare lungo la via del socialismo con caratteristiche cinesi: il Paese aveva una società socialista, ma il socialismo era nella sua fase primaria, una peculiarità cinese dovuta allo stato non sviluppato delle forze produttive del Paese. Durante questa fase di sviluppo, Zhao raccomandava l'introduzione di un'economia pianificata delle materie prime sulla base della proprietà pubblica, affiancandola ad un'economia di mercato, e il potenziamento dei mezzi di produzione per poi giungere alla modernizzazione socialista vera e propria. Secondo Zhao, il principale fallimento della destra comunista era il non riconoscere il fatto che la Cina potrebbe raggiungere il socialismo scavalcando il capitalismo, mentre la sinistra comunista aveva mantenuto la "posizione utopica" pensando che la Cina potesse aggirare la fase primaria del socialismo in cui le forze produttive dovevano essere modernizzate.
Il 5 ottobre 1987, Yu Guangyuan, uno dei principali autori del concetto della fase primaria del socialismo, pubblicò un articolo intitolato "L'economia nella fase iniziale del socialismo" e ipotizzò che questa fase storica sarebbe durata per due decenni e forse molto più a lungo. Ciò rappresenta, afferma Ian Wilson, "un grave danno alle aspettative sollevate durante i primi anni settanta, quando la vecchia scala salariale di otto gradi è stata compressa a soli tre livelli e si presumeva che un sistema distributivo più uniforme fosse un importante obiettivo nazionale" . Il 25 ottobre, Zhao espose ulteriormente il concetto della fase primaria del socialismo e affermò che la linea del partito doveva seguire "un centro e due punti fondamentali": lo Stato cinese avrebbe dovuto porre come obiettivo centrale lo sviluppo economico, ma avrebbe dovuto mantenere contemporaneamente il controllo politico centralizzato e sostenere la politica di riforma e apertura.

### Jiang Zemin

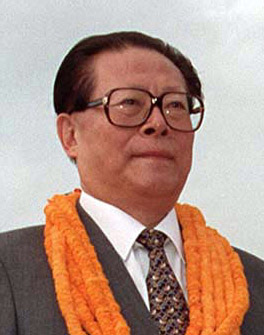
Jiang Zemin

Nel 1992, in occasione del XIV congresso del PCC, l'allora segretario generale del PCC Jiang Zemin (che l'anno dopo sarebbe diventato presidente) fece nel discorso di apertura un lungo tributo a Deng Xiaoping e al successo della politica di riforma e apertura: non solo, elevò la visione politica di Deng a teoria, la "teoria di Deng Xiaoping" (邓小平理论), e introdusse il fondamentale concetto di "economia socialista di mercato" (社会主义市场经济), che rappresenta, insieme alla fase iniziale del socialismo, uno dei pilastri teorici del socialismo con caratteristiche cinesi.
Con il passaggio dalla guida di Deng Xiaoping a quella di Jiang Zemin il socialismo con caratteristiche cinesi continuò a rimanere centrale nei discorsi del nuovo segretario, sia come obbiettivo da raggiungere che come parte fondamentale dell'ideologia del PCC. Il segretario generale Jiang Zemin elaborò ulteriormente il concetto dieci anni dopo, prima durante un discorso alla Scuola centrale del Partito il 29 maggio 1997 e di nuovo nel suo rapporto al XV Congresso nazionale il 12 settembre dello stesso anno. Secondo Jiang, il III plenum dell'XI Comitato Centrale aveva correttamente analizzato e formulato un programma scientificamente corretto per i problemi che affliggevano la Cina e il socialismo. Nelle parole di Jiang, la fase primaria del socialismo era una "fase non sviluppata". Il compito fondamentale del socialismo sarebbe stato quello di sviluppare le forze produttive, quindi l'obiettivo principale durante la fase primaria avrebbe dovuto essere l'ulteriore sviluppo delle forze produttive nazionali. La contraddizione principale nella società cinese durante la fase primaria del socialismo era rappresentata dai "crescenti bisogni materiali e culturali della gente e l'arretratezza della produzione". Questa contraddizione sarebbe rimasta fino a quando la Cina non avrebbe completato il processo della fase primaria del socialismo - e per questo - lo sviluppo economico avrebbe dovuto rimanere l'obiettivo principale del partito durante questa fase. Nel suo discorso al XV Congresso del PCC Jiang Zemin esortava a "tenere alto lo stendardo della teoria di Deng Xiaoping" e "portare avanti a tutto tondo la grande causa di costruire un socialismo con caratteristiche cinesi nel XXI secolo".
Negli anni seguenti Jiang Zemin cominciò a delineare il suo personale contributo al corpus teorico del PCC, ovvero la teoria delle tre rappresentanze (三个代表). La prima volta in cui presentò la teoria fu nel discorso dato durante un'ispezione della provincia del Guangdong nel febbraio del 2000, in cui affermò che, analizzando la storia del PCC, si poteva giungere alla conclusione che esso godeva del supporto del popolo cinese perché aveva sempre rappresentato le "tendenze di sviluppo delle forze di produzione più avanzate della Cina, l'orientamento della cultura cinese più avanzata, e garantire gli interessi degli strati più ampi della popolazione". Successivamente il Presidente Jiang Zemin continuò a sviluppare il pensiero delle "tre rappresentanze" in altri discorsi ufficiali, e nel rapporto politico per il XVI congresso del PCC nel 2002 dichiarò che, per entrare in una nuova fase della costruzione di un socialismo con caratteristiche cinesi, bisognava non solo continuare a mantenere l'eredità della teoria di Deng Xiaoping, ma anche aderire al pensiero delle "tre rappresentanze", ritenuto una continuazione ed evoluzione del marxismo-leninismo, del pensiero di Mao Zedong e della teoria di Deng Xiaoping.

### Hu Jintao e Xi Jinping

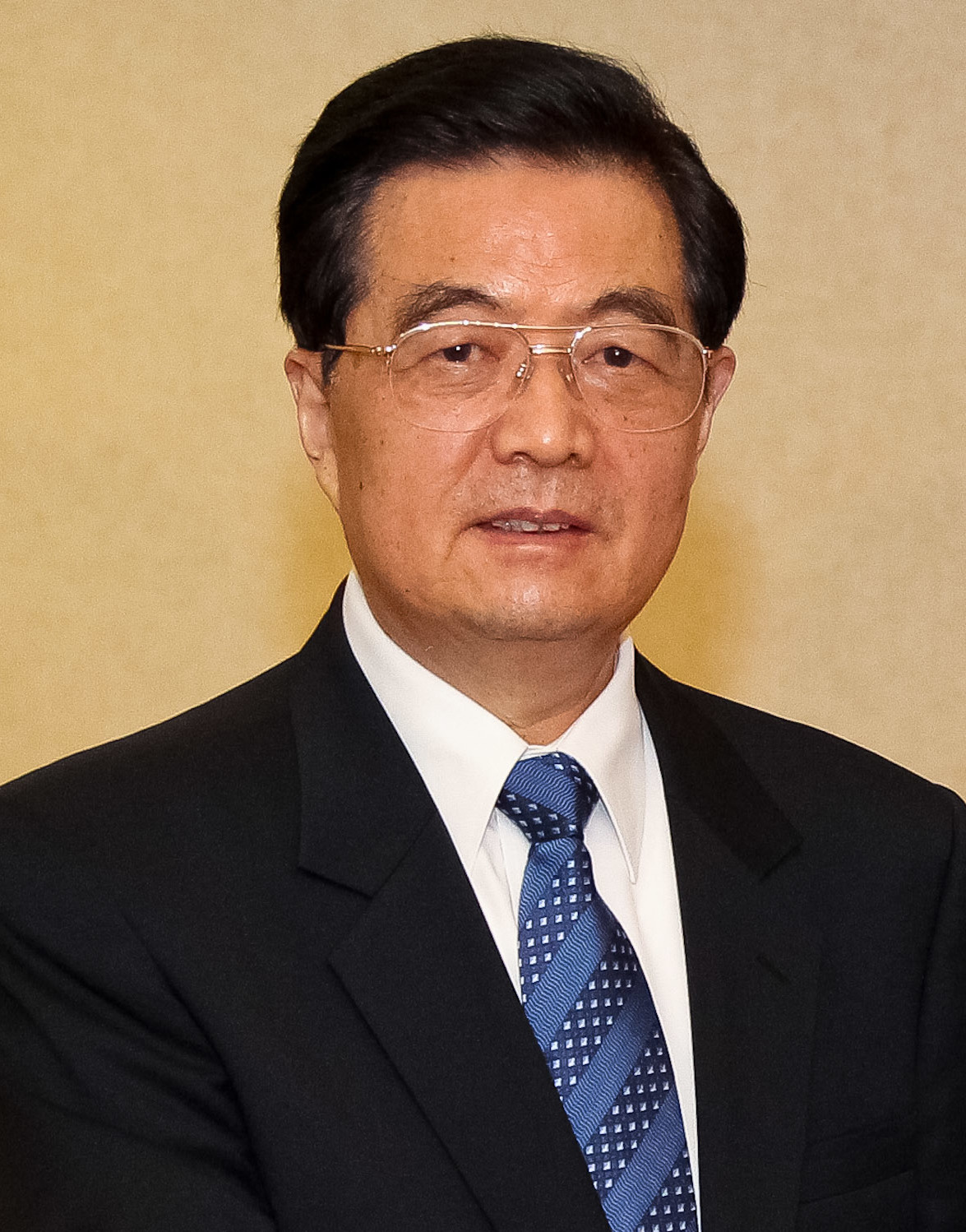
Hu Jintao

Un processo simile si è verificato anche con il successore di Jiang Zemin alla guida del PCC e dello Stato, Hu Jintao, che diede il suo contributo all'ideologia del PCC, in particolar modo con la teoria della "Prospettiva scientifica dello sviluppo" (科学发展观), inclusa nello statuto del PCC durante il XVII Congresso, e poi elevata al pari della teoria di Deng e delle "tre rappresentanze" durante il XVIII. Anche l'apporto teorico di Hu Jintao si è svolto nel quadro del socialismo con caratteristiche cinesi: durante i suoi discorsi nel XVII e nel XVIII congresso, infatti, Hu esortò sempre a "tenere alta la bandiera del socialismo con caratteristiche cinesi" per costruire una società prospera, a continuare a sviluppare le forze produttive e a seguire la guida del PCC, sempre sostenendo che la Cina si trovasse ancora nella "fase iniziale del socialismo".
Nel 2017, al XIX Congresso nazionale del Partito Comunista Cinese, Xi Jinping ha annunciato l'ingresso del socialismo con caratteristiche cinesi in una "nuova era". Xi Jinping ha dato inoltre maggiore enfasi al patriottismo e all'unità tra i popoli della Cina, affermando che il Paese è diventato potente e prospero nonché un esempio per gli altri Stati in via di sviluppo. Il compito del PCC diventa quello di realizzare la modernizzazione socialista e il ringiovanimento nazionale, di risolvere la contraddizione tra sviluppo squilibrato e inadeguato e il bisogno crescente delle persone di una vita migliore, rafforzare la leadership del Partito e garantire l'armonia tra uomo e natura.

## Concetti chiave

### Fase iniziale del socialismo
Nel quadro delle politiche riformiste di Deng vi era la necessità di giustificare dal punto di vista socialista un piano a lungo termine di riforme economiche che comprendesse un utilizzo massiccio di metodi capitalisti. Questa giustificazione ideologica fu ottenuta con l'esposizione, da parte dell'allora segretario Zhao Ziyang, della teoria della fase iniziale del socialismo, durante il XIII congresso del PCC nel 1987. La teoria della fase iniziale del socialismo nasce dalla decisione di Zhao di intraprendere un primo serio studio teorico sui progressi del programma di Riforma e Apertura, ormai in atto da diversi anni: si tratta quindi di una teoria nata dalla pratica, e non viceversa. Nonostante l'esposizione formale della teoria sia avvenuta nel 1987, essa era stata già nominata, ma mai approfondita, negli anni precedenti, e si basava sul concetto di "socialismo arretrato" sviluppato nel 1979 dal teorico marxista Su Shaozhi.
L'idea fondamentale della fase iniziale del socialismo è che la Cina ha compiuto la propria rivoluzione prima di aver portato a termine i processi di industrializzazione, commercializzazione e trasformazione tecnologica, processi che costituiscono il preludio necessario alla realizzazione di un sistema socialista. Secondo questa teoria il paese doveva recuperare questo ritardo e modernizzarsi, ma dato che con il primo piano quinquennale, del 1953, la Cina era entrata nella fase di transizione verso il socialismo, non era possibile tornare indietro. Lo sviluppo della fase iniziale doveva essere integrato all'interno del socialismo cinese.
Zhao si rifaceva al concetto marxista secondo cui la storia si sviluppa in fasi distinte che non si possono saltare, e che sono definite essenzialmente dallo sviluppo delle forze produttive. L'incongruenza tra la previsione di una lunghissima fase in cui il paese doveva sviluppare le forze di produzione che gli avrebbero permesso di gettare le basi per il socialismo, e l'affermazione che la Cina era già un paese socialista è evidente; nonostante questo, secondo la storica Marie-Claire Bergère, la teoria della fase iniziale compensava la sua mancanza di profondità teorica con un'innegabile utilità strategica, dando alle riforme economiche di stampo capitalista una piena legittimità all'interno del socialismo cinese.
Quando è stato chiesto quanto tempo sarebbe durata la fase primaria del socialismo, Zhao Ziyang rispose "per almeno 100 anni fino a quando la modernizzazione socialista non sarà stata in gran parte compiuta".
Dieci anni dopo di Zhao Ziyang il presidente Jiang Zemin ha confermato che l'analisi del Partito sulla permanenza della Cina in questa fase di arretratezza era esatta, e che per questo motivo la crescita economica sarebbe diventata l'obiettivo principale del Partito e del Paese. Secondo Jiang, sarebbero stati necessari almeno 100 anni per raggiungere uno stadio più avanzato di socialismo. Anche il presidente Xi Jinping ha confermato che, a suo parere, la Cina si trova nella fase iniziale e deve quindi proseguire nei suoi sforzi di crescita economica.
La nozione che la Cina si trovi nella fase iniziale del socialismo è ormai parte integrante dei valori del PCC e la stessa Costituzione afferma nel preambolo che la Cina "sarà nella fase primaria del socialismo per molto tempo a venire".

### Economia socialista di mercato
La transizione dell'economia cinese da una forma pianificata a una ibrida, più vicina a un'economia di mercato, rappresenta una delle trasformazioni volute da Deng per rilanciare l'economia del paese.
Nel 1985, affermò che non ci fosse una contraddizione fondamentale tra socialismo ed economia di mercato, e come il problema fosse piuttosto legato all'efficacia del metodo da utilizzare per sviluppare le forze produttive (di cui il paese necessitava, secondo Deng, per proseguire la sua strada verso il socialismo).
Nei primi anni novanta, Deng tenne altri discorsi sull'argomento: nel 1991 esortò i membri del PCC a non identificare l'economia pianificata con il socialismo e quella di mercato con il capitalismo, perché a suo giudizio "pianificazione e regolazione tramite il mercato sono entrambi mezzi per controllare l'attività economica, e il mercato può servire anche il socialismo". Nello stesso periodo l'allora segretario Jiang Zemin coniò l'espressione "economia socialista di mercato" e, dopo essersi assicurato l'approvazione di Deng, lo utilizzò in un discorso ufficiale del 1992, davanti al XIV congresso del PCC, dove venne pianificata la politica economica del successivo piano quinquennale, per un'economia socialista di mercato. Nel 1992, Deng Xiaoping ribadì che l'economia di mercato non era sinonimo del capitalismo come la pianificazione non lo era del socialismo, poiché vi era pianificazione sotto il capitalismo e mercato nel socialismo.
Lo sviluppo dell'economia socialista di mercato ha visto l'aumento graduale dell'importanza del settore "non pubblico" (ovvero privato) e la riduzione di quello statale, comunque sempre mantenuto come perno principale dell'economia. Tale affermazione verrà scritta nella versione revisionata della Costituzione del 1998.

## Giustificazione ideologica
Negli anni ottanta, divenne evidente agli economisti cinesi che la teoria marxista della legge del valore, intesa come espressione della teoria del valore del lavoro, non poteva servire come base del sistema dei prezzi cinese. Conclusero che Marx non aveva mai inteso che la sua teoria della legge del valore funzionasse "come espressione di 'tempo di lavoro concretizzato'". La nozione di Marx di "prezzi di produzione" era priva di significato per le economie pianificate di tipo sovietico poiché le formazioni dei prezzi erano, secondo Marx, stabilite dai mercati. I pianificatori sovietici usavano la legge del valore come base per razionalizzare i prezzi nell'economia pianificata: secondo fonti sovietiche, i prezzi erano "pianificati tenendo conto dei [...] requisiti fondamentali della legge del valore". Tuttavia, secondo gli economisti cinesi, il difetto principale dell'interpretazione sovietica era che cercavano di calibrare i prezzi senza un mercato competitivo poiché secondo Marx i mercati concorrenziali consentivano un equilibrio dei tassi di profitto che portava a un aumento dei prezzi di produzione. Il rifiuto dell'interpretazione sovietica della legge del valore portò all'accettazione dell'idea che la Cina fosse ancora nella fase primaria del socialismo. L'argomento di fondo era che in Cina non esistevano ancora le condizioni previste da Marx per raggiungere lo stadio di sviluppo socialista.
Mao disse che l'imposizione di "rapporti di produzione progressivi" avrebbe rivoluzionato la produzione. Il rifiuto di questa visione da parte del suo successore, secondo A. James Gregor, ha ostacolato la continuità ideologica del maoismo. Il marxismo classico aveva sostenuto che una rivoluzione socialista avrebbe avuto luogo solo nelle società capitaliste avanzate e il suo successo avrebbe segnato la transizione da un'economia capitalista basata sulle merci a un'"economia del prodotto" nella quale le merci sarebbero state distribuite per il bisogno delle persone e non per il profitto. Se a causa della mancanza di una spiegazione coerente nella possibilità di fallimento questa rivoluzione non si verificasse, i rivoluzionari sarebbero costretti ad assumersi le responsabilità della borghesia. I comunisti cinesi erano quindi alla ricerca di una nuova teoria marxista dello sviluppo. Il teorico del Partito Comunista Cinese Luo Rongqu riconobbe che i fondatori del marxismo non avevano mai "formulato alcuna teoria sistematica sullo sviluppo del mondo non occidentale" e disse che il PCC avrebbe dovuto "stabilire il proprio quadro teorico sintetizzato per studiare il problema dello sviluppo moderno". Secondo A. James Gregor, l'implicazione di questa posizione è che "il marxismo cinese è attualmente in uno stato di profonda discontinuità teorica".

### Proprietà privata
La concezione della proprietà privata dei mezzi di produzione da parte del governo cinese è radicata nel marxismo classico. Poiché la Cina ha adottato il socialismo quando era un paese semi-feudale e semi-coloniale, è nella fase primaria del socialismo. Per questo motivo, alcune politiche e caratteristiche del sistema - come la produzione di merci per il mercato, l'esistenza di un settore privato e la dipendenza dalla motivazione del profitto nella gestione dell'impresa - sono state modificate. Questi cambiamenti sono stati consentiti purché migliorino la produttività e modernizzino i mezzi di produzione, favorendo così lo sviluppo del socialismo.
Il PCC considera la proprietà privata come "non socialista". Tuttavia, secondo i teorici del partito, l'esistenza e la crescita della proprietà privata non minano necessariamente il socialismo o promuovono il capitalismo in Cina. Karl Marx e Friedrich Engels non proposero mai l'abolizione immediata della proprietà privata. Nel libro Principi del comunismo, Engels sosteneva che il proletariato può abolire la proprietà privata solo quando sono soddisfatte le condizioni necessarie. Nella fase precedente all'abolizione della proprietà privata, Engels propose una tassazione progressiva, elevate imposte di successione e l'acquisto obbligatorio di obbligazioni per limitare la proprietà privata e l'utilizzo dei poteri competitivi delle imprese statali per espandere il settore pubblico. Marx ed Engels proposero misure simili nel Manifesto del Partito Comunista riguardo ai paesi avanzati, ma poiché la Cina era economicamente sottosviluppata, i teorici del partito chiedevano flessibilità riguardo alla gestione della proprietà privata da parte del Partito. Secondo il teorico del partito Liu Shuiyuan, il programma della Nuova politica economica avviato dalle autorità sovietiche prima del comunismo di guerra rappresentava un buon esempio di flessibilità da parte delle autorità socialiste.
Il teorico del partito Li Xuai affermò che la proprietà privata implicava inevitabilmente lo sfruttamento capitalista. Tuttavia, Li considerò la proprietà privata e lo sfruttamento come necessari nella fase primaria del socialismo, sostenendo che il capitalismo nella sua fase primaria usa i resti della vecchia società per costruirsi. Nella loro interpretazione del Manifesto, Sun Liancheng e Lin Huiyong hanno affermato che Marx ed Engels avevano criticato la proprietà privata quando è di proprietà esclusiva della borghesia, ma non la proprietà individuale in cui tutti possiedono i mezzi di produzione, quindi questa non può essere sfruttata da altri. La proprietà individuale è considerata coerente con il socialismo, poiché Marx scrisse che una società post-capitalista comporterebbe la ricostruzione della "proprietà individuale sociale associata".

## Critica
Molti commentatori e studiosi hanno descritto il sistema economico cinese come una forma di capitalismo di stato, dove le imprese statali operano come imprese del settore e conservano tutti i profitti senza destinarli al governo a beneficio dell'intera popolazione. Ciò mette in discussione la logica della proprietà pubblica diffusa, nonché l'applicabilità dell'aggettivo "socialista", e ha portato a preoccupazioni e dibattiti sulla distribuzione dei profitti statali.
In un articolo del 2005, Julan Du e Chenggang Xu hanno affermato che il sistema cinese rappresenta una forma di capitalismo piuttosto che di socialismo di mercato a causa della presenza di mercati finanziari e dei profitti statali trattenuti dalle imprese.
Nel 2015 Curtis J. Milhaupt e Wentong Zheng hanno classificato il sistema economico della Cina come capitalismo di Stato, perché lo Stato dirige e guida tutti gli aspetti principali dell'economia cinese - settori pubblici e privati - pur non raccogliendo i dividendi dal possesso delle sue imprese.
Il socialismo con caratteristiche cinesi è stato definito come una "via comunista al capitalismo" a causa della forte disuguaglianza economica, dell'adesione all'Organizzazione mondiale del commercio, del consumismo e della difesa del mercato. Altre analisi marxiste sottolineano che il sistema economico cinese, basato sulla produzione di merci, ha un ruolo per il capitale privato e indebolisce la classe operaia, rappresentando di fatto un'economia capitalista. Altri socialisti credono che i Cinesi abbiano abbracciato molti elementi del capitalismo di mercato, in particolare la produzione di merci e la privatizzazione, dando vita a un sistema economico capitalista vero e proprio.